# Colma di Mombarone
Colma di Mombarone – szczyt w Alpach Pennińskich, części Alp Zachodnich. Leży w północnych Włoszech w regionie Piemont. Należy do masywu Alpy Biellesi.